# UFC 244
UFC 244: Masvidal vs. Diaz è stato un evento di arti marziali miste tenuto dalla Ultimate Fighting Championship il 2 novembre 2019 al Madison Square Garden di New York, negli Stati Uniti.

## Risultati
|                                   | Divisione               |                       |                 |                   | Metodo                                      | Round           | Tempo           | Premio          |
| Card Principale                   | Card Principale         | Card Principale       | Card Principale | Card Principale   | Card Principale                             | Card Principale | Card Principale | Card Principale |
| --------------------------------- | ----------------------- | --------------------- | --------------- | ----------------- | ------------------------------------------- | --------------- | --------------- | --------------- |
|                                   | Pesi welter             | Jorge Masvidal        | batte           | Nate Diaz         | KO tecnico (stop medico)                    | 3               | 5:00            |                 |
|                                   | Pesi medi               | Darren Till           | batte           | Kelvin Gastelum   | Decisione non unanime (27–30, 29–28, 30–27) | 3               | 5:00            |                 |
|                                   | Pesi welter             | Stephen Thompson      | batte           | Vicente Luque     | Decisione unanime (30-26, 30-26, 29-27)     | 3               | 5:00            | FOTN            |
|                                   | Pesi massimi            | Derrick Lewis         | batte           | Blagoy Ivanov     | Decisione non unanime (30–27, 28–29, 29–28) | 3               | 5:00            |                 |
|                                   | Pesi leggeri            | Kevin Lee             | batte           | Gregor Gillespie  | KO (calcio alla testa)                      | 1               | 2:47            | POTN            |
| Card Preliminare (ESPN2)          |                         |                       |                 |                   |                                             |                 |                 |                 |
|                                   | Pesi mediomassimi       | Corey Anderson        | batte           | Johnny Walker     | KO tecnico (pugni)                          | 1               | 2:07            | POTN            |
|                                   | Pesi piuma              | Shane Burgos          | batte           | Makwan Amirkhani  | KO tecnico (pugni)                          | 3               | 4:32            |                 |
|                                   | Pesi medi               | Edmen Shahbazyan      | batte           | Brad Tavares      | KO (calcio alla testa)                      | 1               | 2:27            |                 |
|                                   | Pesi massimi            | Jairzinho Rozenstruik | batte           | Andrei Arlovski   | KO (pugni)                                  | 1               | 0:29            |                 |
| Card Preliminare (UFC Fight Pass) |                         |                       |                 |                   |                                             |                 |                 |                 |
|                                   | Catchweight (127.2 lbs) | Katlyn Chookagian     | batte           | Jennifer Maia     | Decisione unanime (29–28, 29–28, 29–28)     | 3               | 5:00            |                 |
|                                   | Pesi welter             | Lyman Good            | batte           | Chance Rencountre | KO tecnico (pugni)                          | 3               | 2:03            |                 |
|                                   | Pesi piuma              | Hakeem Dawodu         | batte           | Julio Arce        | Decisione non unanime (29–28, 28–29, 29–28) | 3               | 5:00            |                 |

## Premi
I lottatori premiati ricevettero un bonus di 50.000 dollari.
Legenda:
- FOTN: Fight of the Night (vengono premiati entrambi gli atleti per il miglior incontro dell'evento)
- POTN: Performance of the Night (viene premiato il vincitore per la migliore performance dell'evento)